# North American A-5 Vigilante

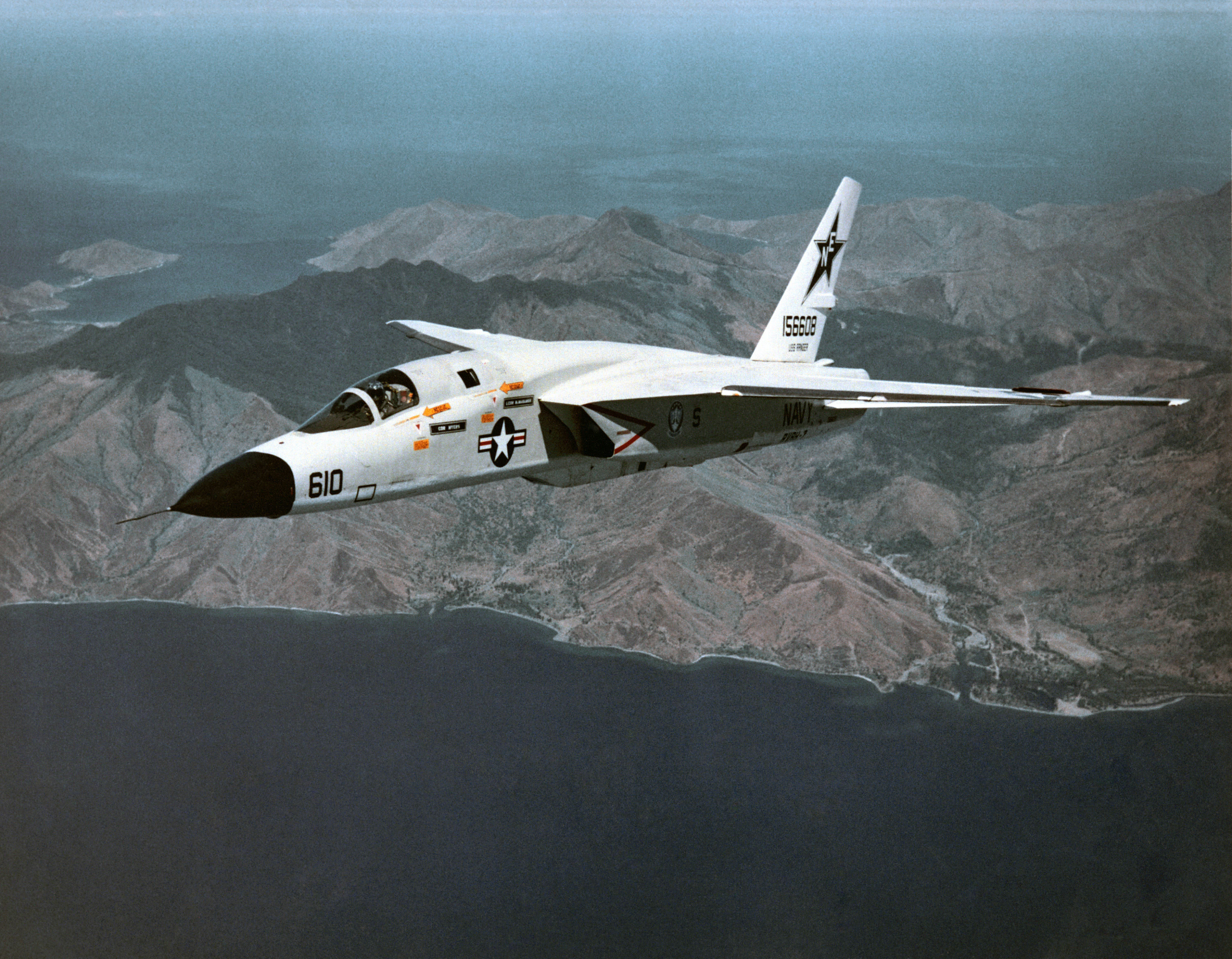
RA-5C разведывательно-ударной эскадрильи RVAH-7 ВМФ США, сентябрь 1979 года

Норт Американ A-5 «Виджиланти» (англ. Vigilante, ориг. произн. «Виджилэ́нт»; общевойсковой индекс — A-5) — единственный в истории авиации сверхзвуковой палубный бомбардировщик, стоявший на вооружении ВМС США в 1960—1970-х годах. Первоначально предназначался для доставки ядерного оружия, однако наибольшее применение получила разведывательная модификация самолёта RA-5C.

## История
В ноябре 1953 года фирма «Норт Америкэн» по собственной инициативе начала разработку ударного самолёта, который должен был прийти на смену дозвуковому палубному бомбардировщику A-3 «Скайуорриор». Новая машина поначалу носила обозначение NAGPAW (North American General Purpose Attack Weapon), а на фирме обозначалась NAA-233. В 1955 году ВМС США одобрили проект, а в августе 1956 года заключили контракт на постройку двух опытных образцов. Выкатка прототипа YA3J-1 состоялась 16 мая 1958 года, свой первый полёт он совершил 31 августа того же года (пилот — Дик Вензель).
Второй опытный «Виджилент» — «бдительный», разбился в июне 1959 года. Несмотря на это, испытания шли успешно. В 1960 году впервые поднялся в воздух первый серийный самолёт, в июле начались испытания на авианосце. В качестве рекламы перед заседанием американского Конгресса (от которого зависело финансирование производства) 13 декабря 1960 года командир экипажа Лерой Хит и лейтенант Ларри Монро установили на «Виджиленте» мировой рекорд высоты полёта, поднявшись на высоту 27874 м с грузом 1000 кг.

## Конструкция
«Виджилент» был габаритным (длина 23 м), тяжёлым (макс. взлётная масса превышала 28 т) и высокотехнологичным (для 1950-х годов) двухместным двухдвигательным самолётом палубного базирования. Его отличительными чертами были высокорасположенное крыло, коробчатые регулируемые (впервые в авиации США) воздухозаборники, внутренний грузоотсек между двигателями, крыло без элеронов (вместо них использовались интерцепторы и дифференциально отклоняемый стабилизатор), цельноповоротное вертикальное оперение и одна из первых БЦВМ VERDAN (Versatile Digital Analyzer). A-5 также был оснащён одной из первых электродистанционных систем управления, когда-либо установленных на самолётах.

## Производство
Задействованные структуры
В производстве узлов и агрегатов самолётов основных серийных модификаций (ударной и разведывательной) и сопутствующего оборудования были задействованы следующие коммерческие структуры:
Генеральный подрядчик работ
- Самолёт в целом — North American Rockwell Corp., Колумбус, Огайо.

Крупнейшие субподрядчики по заказу генподрядчика (CFE)
- Система обработки данных воздушной обстановки — Garrett Corp., AiResearch Manufacturing Co., Лос-Анджелес, Калифорния;
- Бортовое переговорное устройство — Instrument Systems Corp., Telephonies Division, Хантингтон, Нью-Йорк;
- Бортовое радиоэлектронное оборудование — Texas Instruments, Inc., Даллас, Техас.

Поставщики бортового оборудования по госзаказам (GFE)
- Авиадвигатель — General Electric Co., Aviation Division, Эвендейл, Огайо;
- Источник переменного тока — Westinghouse Electric Corp., Aerospace Electrical Division, Лайма, Огайо;
- Цифровая информационная система — International Telephone & Telegraph Corp., Натли, Нью-Джерси;
- Оптикоэлектронная система — Baird Atomics, Inc., Уолтем, Массачусетс;
- Система преобразования сигналов — Singer Corp., Kearfott Division, Литл-Фолс, Нью-Джерси;
- Система определения пространственного положения летательного аппарата — General Electric Co., Вест-Линн, Массачусетс;
- Радиовысотомер — Litton Industries, Inc., Emerton Information & Control Division, Силвер-Спринг, Мэриленд;
- Генератор электронных проблесковых сигналов — Edgerton, Germeshausen & Grier, Inc., Нью-Бедфорд, Массачусетс;
- Бортовое радиоэлектронное оборудование и секретная разведывательная аппаратура — Collins Radio Co., Сидар-Рапидс, Айова; Sanders Associates, Inc., Нашуа, Нью-Гэмпшир; Cutler-Hammer, Inc., Airborne Instruments Laboratory, Inc., Дир-Парк, Нью-Йорк; Westinghouse Electric Corp., Балтимор, Мэриленд; General Dynamics Corp., Electronics San Diego Division, Сан-Диего, Калифорния; Eastman Kodak Co., Рочестер, Нью-Йорк; North American Aviation, Inc., Autonetics Division, Лос-Анджелес, Калифорния; Perkin-Elmer Corp., Саут-Норуолк, Коннектикут; Chicago Aerial Industries, Inc., Баррингтон, Иллинойс.

## Варианты

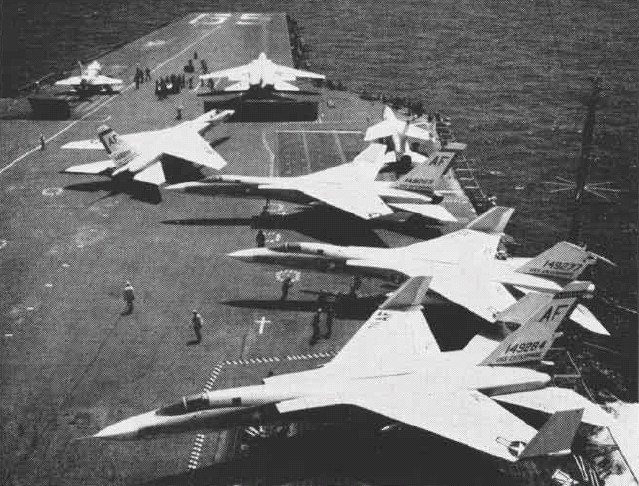
A-5A эскадрильи VAH-7 на палубе авианосца "Энтерпрайз", 1962 год. Габаритные размеры самолёта.

Всего было построено 156 «Виджилентов», включая прототипы.
- YA3J-1 — прототип. Построено 2 машины.
- A-5A (A3J-1) — первый серийный вариант. Построено 57 машин.
- A-5B (A3J-2) — увеличен запас топлива, добавлены два подкрыльевых пилона, другие модификации. Совершил первый полёт 29 апреля 1962 года, построено 6 машин.
- RA-5C (A3J-3P) — самолёт-разведчик. Внешне отличался увеличенным гаргротом. Совершил первый полёт 30 июня 1962 года, построена 91 машина, ещё 43 переоборудовано из бомбардировочных вариантов.

## Эксплуатация

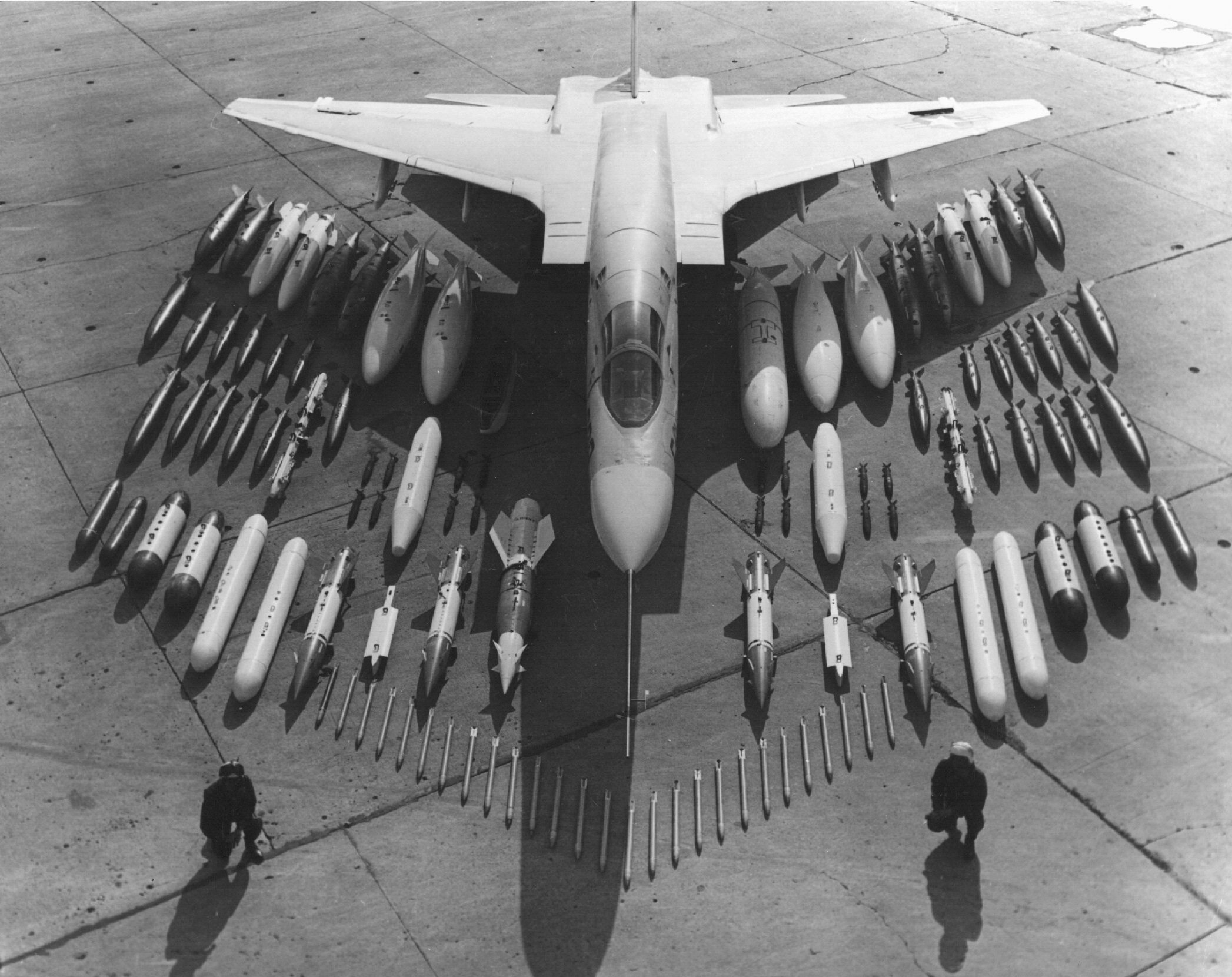
Самолёт модификации A3J-2 (A-5B) показан с возможными вариантами вооружения.

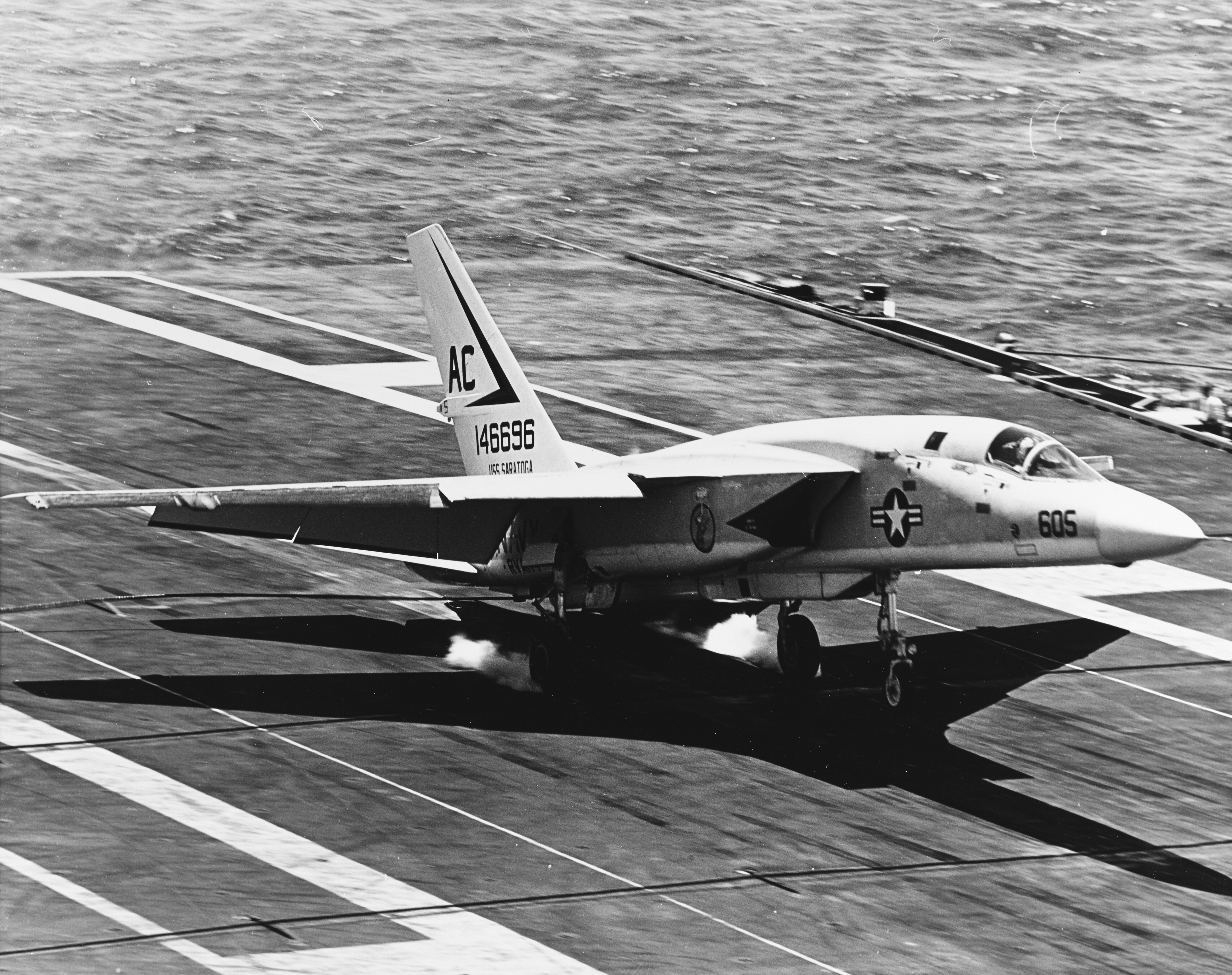
Посадка RA-5C на палубу авианосца «Саратога», 1969 год.

Первоначально «Виджилэнт» имел обозначение A3J. В результате стандартизации обозначений вооружения в 1962 году он получил новое обозначение A-5.
Первые самолёты поступили на вооружение 3-й тяжёлой штурмовой эскадрильи ВМС США (VAH-3) в июне 1961 года. Эксплуатация быстро выявила сильные и слабые стороны новой машины. «Виджилент» имел большую трудоёмкость обслуживания, а оборудование на первых машинах не отличалось надёжностью. Например, бортовой компьютер VERDAN во время испытаний имел среднее время наработки на отказ всего 15 минут (в дальнейшем оно было доведено до 240 часов). Посадка A-5 на авианосец была довольно трудным делом из-за большой массы машины и высокой посадочной скорости. Среди пилотов ходили преувеличенные слухи о сложности пилотирования «Виджилента». В остальном самолёт имел прекрасные лётные характеристики и неожиданно хорошую манёвренность для своих размеров и массы. Известен случай, когда A-5 зашёл в хвост истребителю F-8 «Крусейдер» и долгое время преследовал его, причём пилоту «Крусейдера» не удалось избавиться от своего «противника». Участвовавший в этом «бою» пилот A-5 позднее признался, что такой успех возможен только на высоте более 6000 м и когда самолёт легко снаряжён.
Когда «Виджилент» начал поступать на вооружение, его основной задачей была доставка ядерного боеприпаса на большое расстояние. Однако в это время началось развёртывание атомных подводных лодок с баллистическими ракетами «Поларис», и необходимость в палубных носителях ядерного оружия отпала. При нанесения ударов обычными свободнопадающими бомбами бомбардировщик A-6 «Интрудер» был предпочтительнее «Виджилента» с точки зрения соотношения стоимости и эффективности. ВМС США обнаружили, что получили весьма дорогостоящий самолёт (каждая машина стоила около 10 млн долларов в ценах 1960-х годов), применения которому не было. В результате уже в 1963 году производство бомбардировщика было прекращено. В этих условиях командование ВМС приняло решение превратить A-5 в разведчик дальнего радиуса действия. Разведывательный вариант RA-5C поставлялся в строевые части с июля 1963 года и был принят на вооружение 10 тяжёлых ударно-разведывательных эскадрилий, входивших в состав 1-го ударно-разведывательного крыла:
(в скобках указано время эксплуатации «Виджилэнта»; все эскадрильи были расформированы)
- VAH-1/RVAH-1 «Smokin' Tigers» (1963—1979)
- VAH-3/RVAH-3 «Sea Dragons» (1961—1979)
- RVAH-5 «Savage Sons» (1964—1977)
- RVAH-6 «Fleurs» (1965—1978)
- VAH-7/RVAH-7 «Peacemakers of the Fleet» (1961—1979)
- RVAH-9 «Hoot Owls» (1964—1977)
- RVAH-11 «Checkertails» (1966—1975)
- RVAH-12 «Speartips» (1965—1979)
- RVAH-13 «Bats» (1964—1976)
- RVAH-14 «Eagle Eyes» (1968—1974)

Во время Вьетнамской войны ВМС заказали дополнительную партию «Виджилентов», производившуюся в 1968—1970 годах. Начиная с 1974 года ударно-разведывательные эскадрильи расформировывались. 21 сентября 1979 года состоялся последний полёт RA-5C с авианосца, а 20 ноября того же года последний самолёт этого типа был выведен из состава ВМС США. Срок службы «Виджилента» оказался короче, чем у «Уорриора», которой он должен был заменить, но несмотря на это, A-5 занял заметное место в истории американской палубной авиации.

## Боевое применение

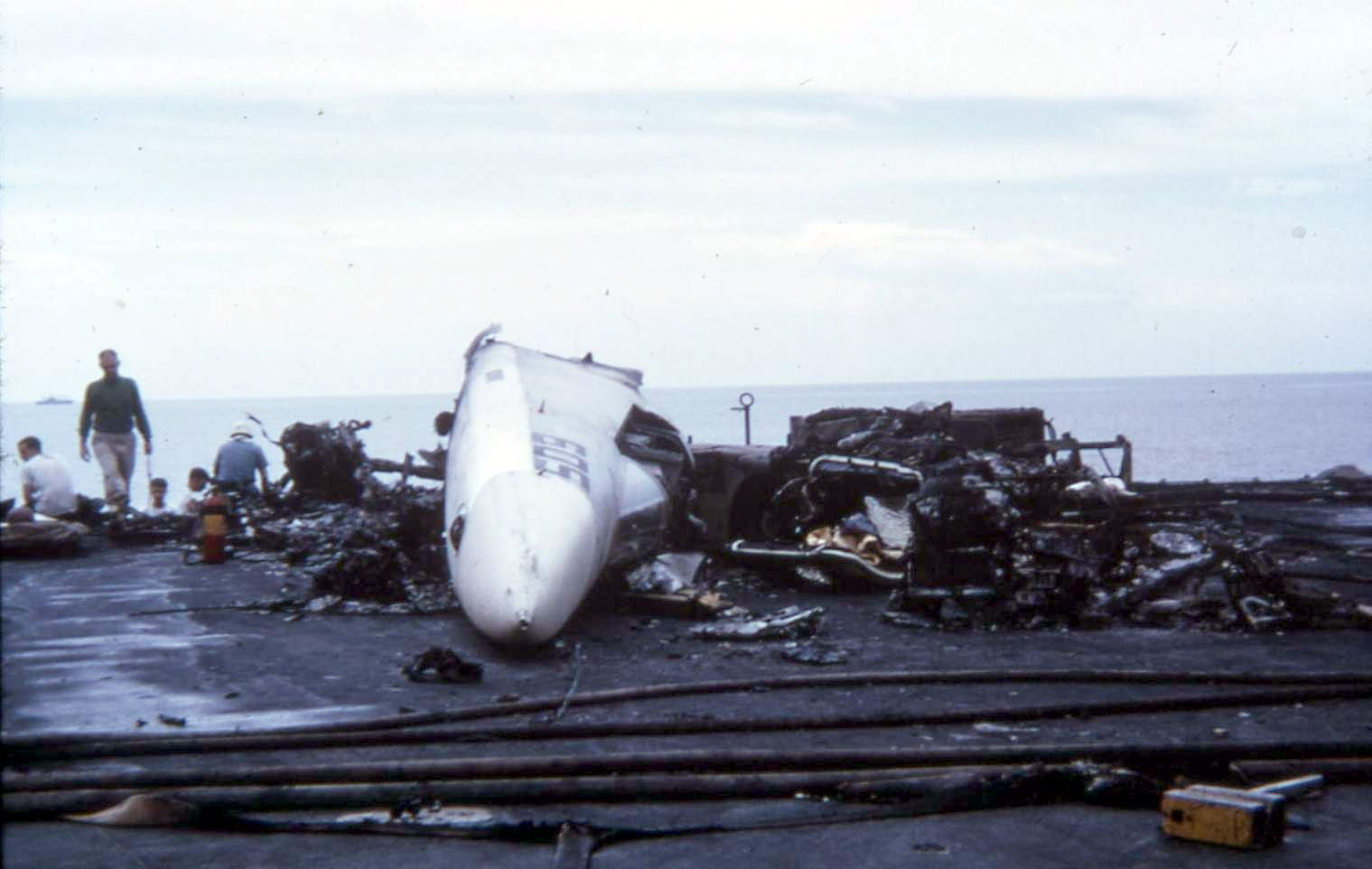
Сгоревший A-5 vigilante

«Виджилэнты» применялись с начала до конца «американского» периода Вьетнамской войны (до 1973). В Юго-Восточную Азию отправляли только разведывательные RA-5C; за время войны на театре военных действий побывали восемь из десяти разведывательных эскадрилий «Виджилентов», участвовавшие в 32 боевых походах авианосцев. RA-5C были «глазами» флота и применялись в основном в Северном Вьетнаме. Они использовались для фотографирования цели как до, так и после нанесения удара. Во втором случае задача была гораздо более опасной, поскольку северовьетнамская система ПВО уже находилась в повышенной боевой готовности. Уязвимость «Виджилента» несколько снижалась благодаря тому, что в районе цели они всегда набирали сверхзвуковую скорость. Вьетнамские зенитчики сумели сбить 17 таких разведчиков. Ещё один RA-5C был сбит вьетнамским истребителем МиГ-21 во время операции «Linebacker II» (последняя воздушная победа северовьетнамских МиГов). 
9 разведчиков потеряно по эксплуатационным причинам, из них 3 сгорело во время пожара на авианосце «Форрестол». В общей сумме потери составили 27 самолётов «Виджилэнти».

## Упоминания в культуре
- В детективном романе Джеффри Робинсона (en) «Имбирная ваза» рассказывается о службе пилотов RA-5C во время Вьетнамской войны.

## Тактико-технические характеристики

Проекции A-5A

Приведенные характеристики соответствуют модификации A-5A.
Источник данных: Standard Aircraft Characteristics .

Технические характеристики
- Экипаж: 2
- Длина: 23,32 м
- Размах крыла: 16,15 м
  - сложенный: 12,8 м
- Высота: 5,92 м
- Площадь крыла: 65,03 м²
- Стреловидность по линии 1/4 хорд: 37,5°
- Средняя аэродинамическая хорда: 4,62 м
- Колея шасси: 3,53 м
- Масса пустого: 14 839 кг
- Масса снаряжённого: 15 513 кг
- Нормальная взлётная масса: 25 020 кг (с 1× ядерной бомбой Mk 28)
- Максимальная взлётная масса: 28 555 кг
- Максимальная посадочная масса:
  - на аэродром: 25 020 кг
  - на авианосец: 17 463 кг
- Масса в бою: 21 559 кг (без подвесок)
- Масса топлива во внутренних баках: 8652 кг (+ 2468 кг в ПТБ)
- Объём топливных баков: 10 618 л (+ 3028 л в ПТБ)
- Силовая установка: 2 × ТРДФ General Electric J79-GE-8
  - Бесфорсажная тяга: 2 × 48,5 кН (4944 кгс)
  - Форсажная тяга: 2 × 75,6 кН (7711 кгс)
- Длина двигателя: 5,265 м
- Диаметр двигателя: 0,8 м

Лётные характеристики
- Максимальная скорость:  
  - на высоте: 2124 км/ч на 12192 м
  - у земли: 1296 км/ч
- Крейсерская скорость: 902 км/ч
- Скорость сваливания: 196 км/ч
- Боевой радиус:  
  - со сверхзвуковым участком полёта: 1269 км / 1750 км (без/с ПТБ )
  - без перехода на сверхзвуковой полёт: 1583 км / 2074 км (без/с ПТБ )
- Практическая дальность: 3241 км / 4204 км (без/с ПТБ со сверхзвуковым участком полёта)
- Практический потолок: 12 619 м
- Боевой потолок: 15 880 м (при 2,54 м/с)
- Скороподъёмность: 172,2 м/с
- Время набора высоты:
  - 6096 м за 3,2 мин
  - 9144 м за 6,2 м
- Нагрузка на крыло: 380 кг/м²
- Тяговооружённость: 0,616 / 0,395 (с/без форсажа при нормальной взлётной массе)
- Длина разбега: 823 м
- Длина пробега: 960 м

Вооружение
- Точки подвески: 2 + бомбоотсек
- Бомбы:  
  - ядерные: 
    - 1 × Mk 27 или B28 или B43 ядерные бомбы свободного падения в бомбоотсеке
    - 2 × Mk 43 под крылом

  - фугасные: 2 × 460 кг Mk 83 или 925 кг Mk 84 под крылом

## Фотогалерея

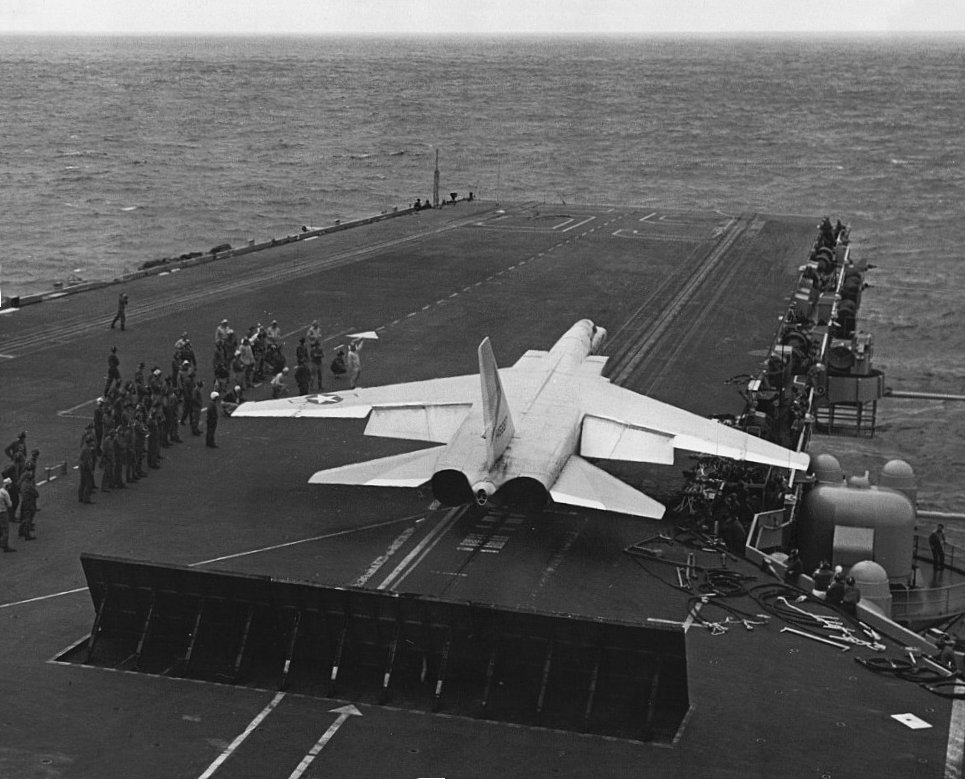
A3J-1 перед запуском с авианосца «Форрестол» во время испытаний, ноябрь 1960 года
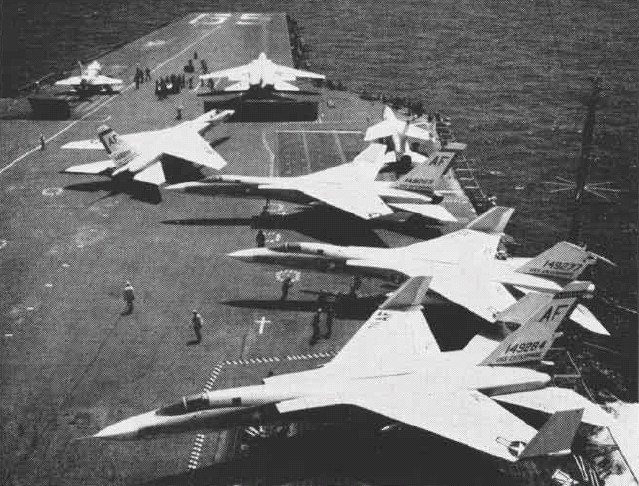
«Виджилент» из состава VAH-7 на борту авианосца «Энтерпрайз», 1962 год
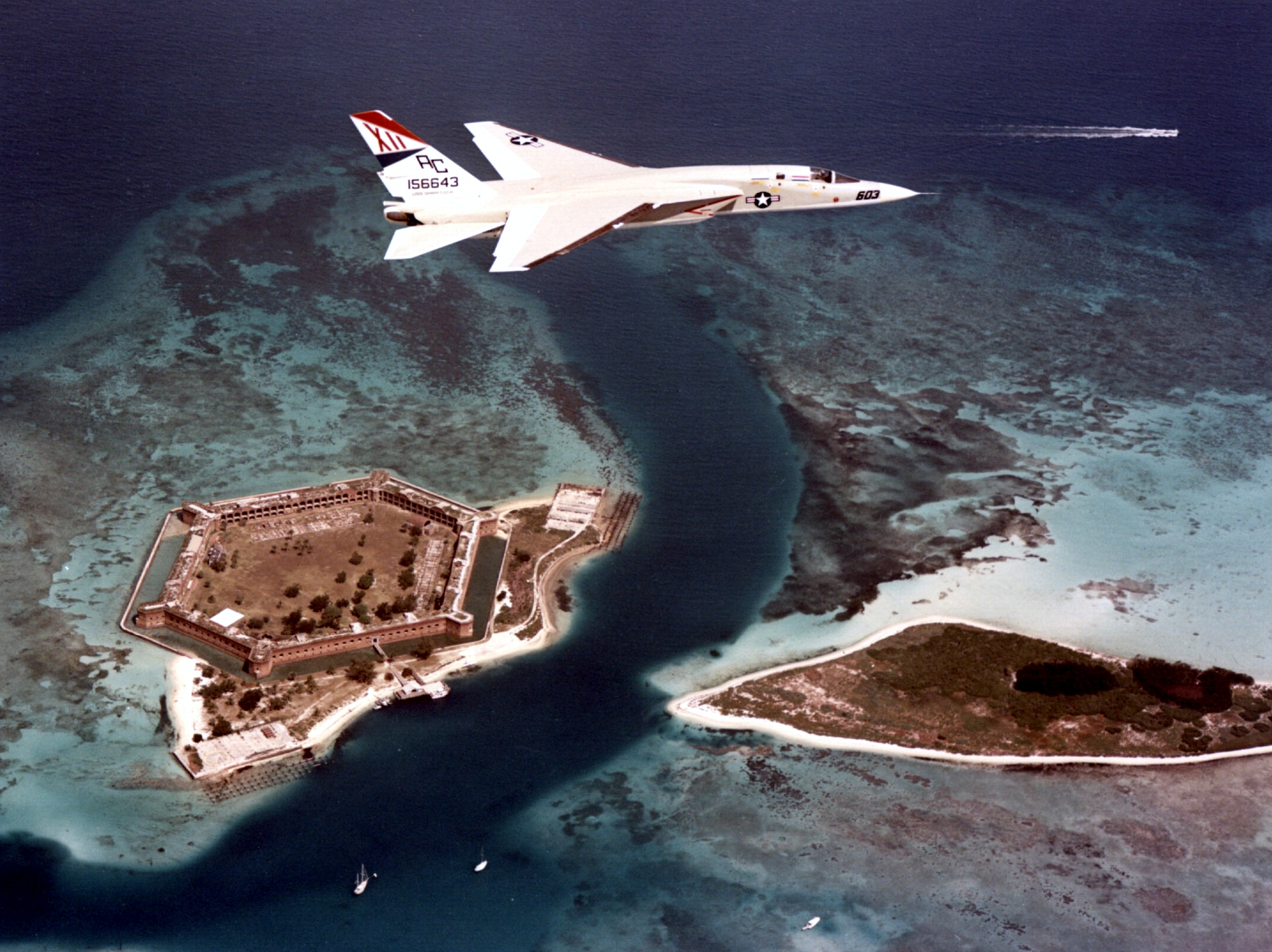
RA-5C из состава RVAH-12 в полёте над Форт-Джефферсон, Флорида, 1979 год
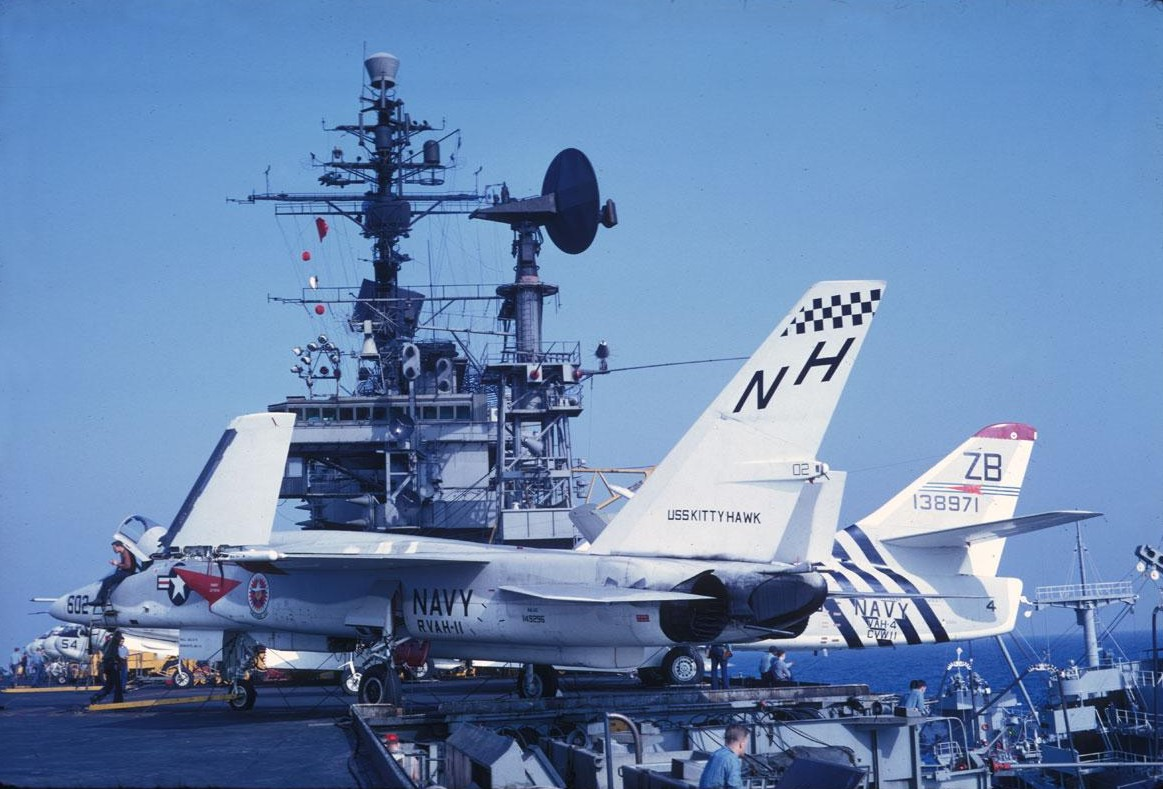
RA-5C (RVAH-11) на борту авианосца «Китти Хок» во время его боевого похода к берегам Вьетнама, 1968 год
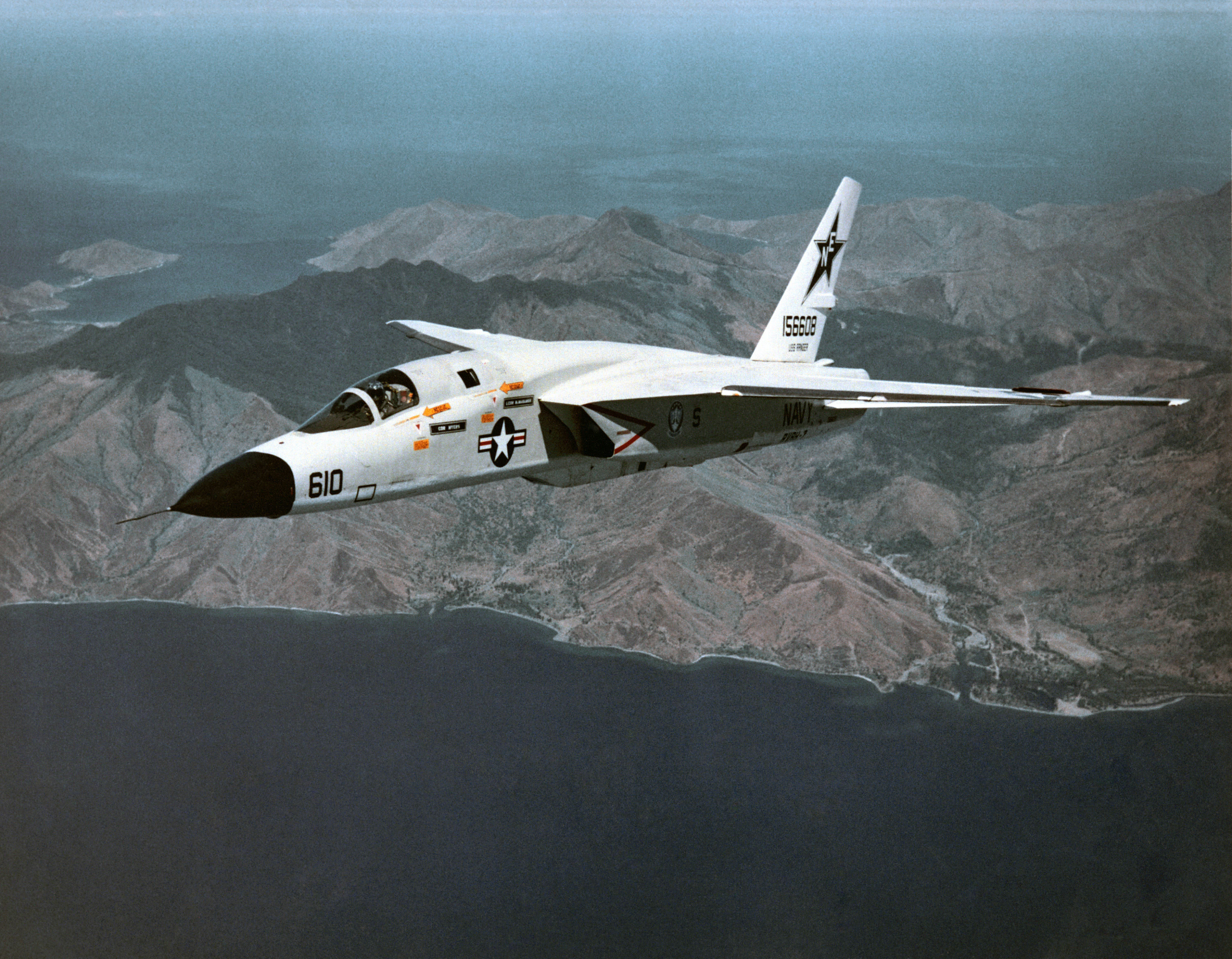
RA-5C (RVAH-7) в полёте незадолго до снятия с вооружения, 1979 год
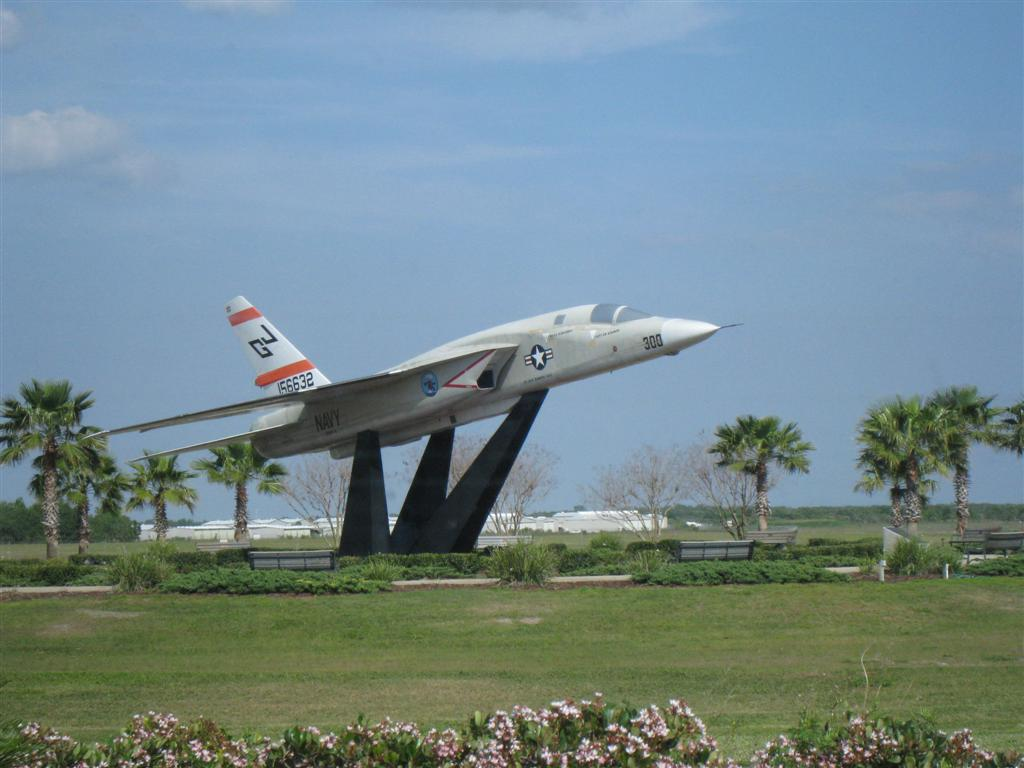
RA-5C, установленный в международном аэропорту Орландо/Санфорд (Флорида), 2008 год